# ウェストサイド車両基地

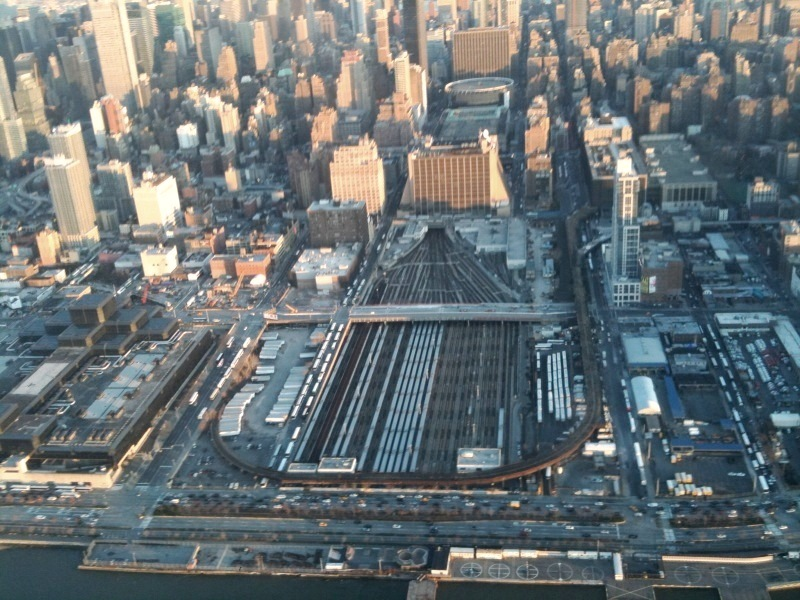
ハドソン・ヤード建設前のウェストサイド車両基地

ウェストサイド車両基地（英語: West Side Yard）、ジョン・D・ケンメラー・ウェストサイド車両基地（英語: John D. Caemmerer West Side Yard）は、アメリカ合衆国のニューヨーク・マンハッタンの西側にあるメトロポリタン・トランスポーテーション・オーソリティが所有する30の線路からなる車両基地である。 ロングアイランド鉄道で運行される通勤列車を留置するために使用され、広さは26.17エーカー（10.59ヘクタール）である。この車両基地は、西30丁目、西33丁目、10番街、12番街の間に位置している。2010年代初頭から車両基地直上の再開発が行われ、現在車両基地の東側は直上に建設されたハドソン・ヤードの高層ビル群に覆われている。
この車両基地には、留置用の線路、軽整備用の屋内工場（6線路）、長さ12両の車両清掃用プラットフォーム、従業員用のロッカーと休憩室がある。 この車両基地は、かつての高架貨物鉄道で現在は公園化されているハイラインの北端にあり、ジェイコブ・ジャヴィッツ・コンベンション・センターが使用するトラックターミナルの南側にある。また、2015年に開業したニューヨーク市地下鉄34丁目-ハドソン・ヤード駅のすぐ南に位置している。
この車両基地が1987年にオープンする以前は、ラッシュアワー時にペンシルベニア駅発着の列車は、ロングアイランド島内の車両基地まで乗客を乗せずに回送しなければならなかった。 ウェストサイド車両基地は、ペンシルベニア駅におけるロングアイランド鉄道のラッシュ時の輸送能力を向上させた。

## 歴史

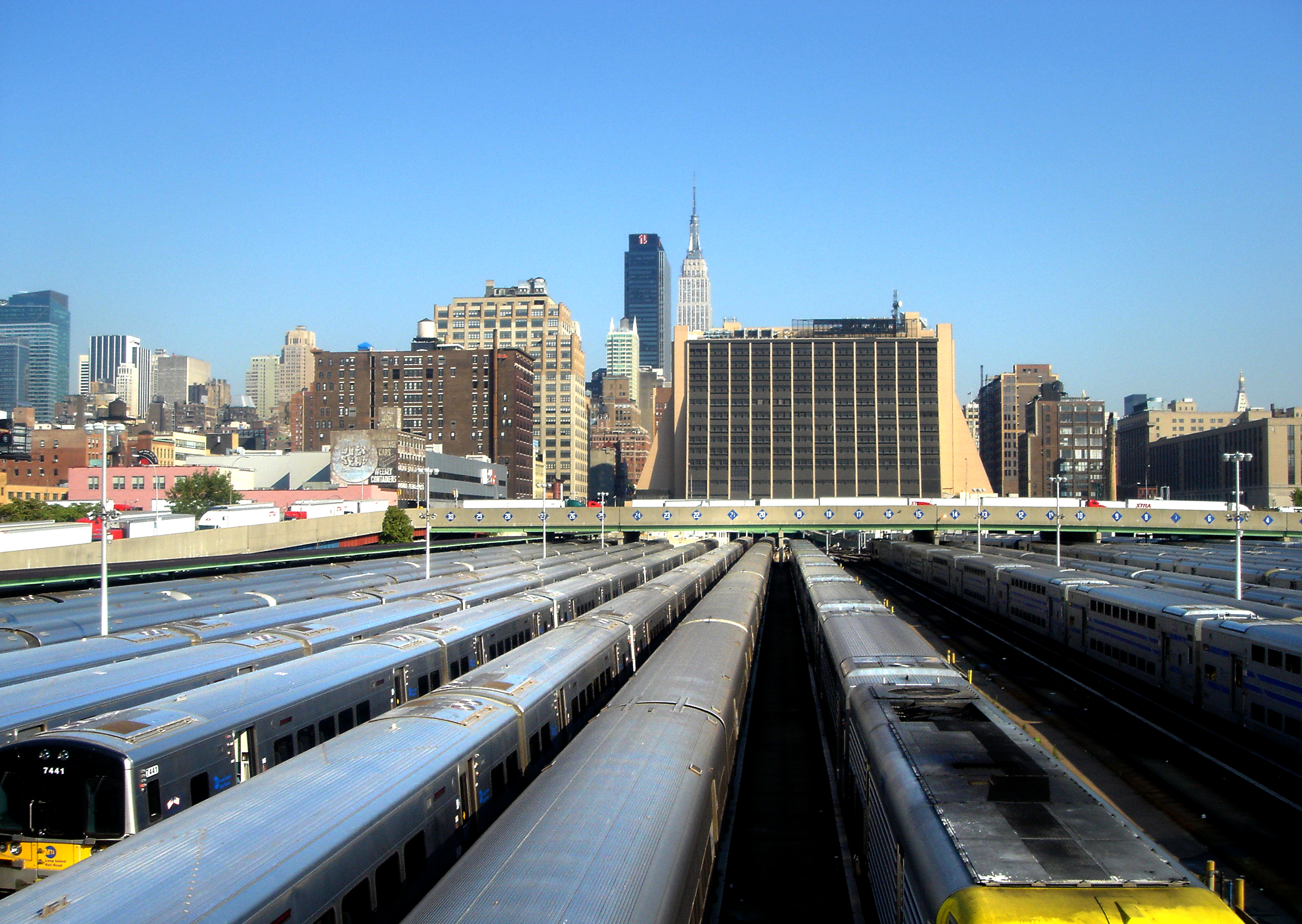
ウェストサイド車両基地から東側を望む

1851年頃、ハドソン・リバー鉄道は、西32丁目より南での列車の運行が許可されていなかったため、11番街を走る路線の発着場としてこの車両基地を建設した。 ニューヨーク・セントラル鉄道と後のペン・セントラル鉄道は、1970年代にペン・セントラル鉄道が破産宣告され、マンハッタンの不動産市場に売りに出されるまでこの車両基地を拡張し、貨物ターミナルとして使用していた。その後、貨物ターミナルはニューヨーク州に買収され、北側はジェイコブ・ジャヴィッツ・コンベンション・センターの建設用地に使用され、南側はロングアイランド鉄道が使用する車両基地となった。
この車両基地が建設されたのは、ペンシルベニア駅の容量が限られているため、ロングアイランド鉄道の列車がロングアイランド島内の車両基地まで回送列車を運行することを余儀なくされたためである。この回送列車の運用が線路の運用を占有していたため、ペンシルベニア駅に向かう路線の運用数が制限されていた。ウェストサイド車両基地が1987年に開業したことにより、ペンシルベニア駅を通る列車の運用数が増加した。この車両基地には、建設費1億9570万ドルの資金援助を行ったイースト・ウィリストン出身のニューヨーク州上院議員、ジョン・D・ケンメラーの名がつけられた。
車両基地の建設中、車両基地の地下にトンネルが建設され、ペンシルベニア駅発のアムトラックの列車が北に向きを変え、ウエスト・サイド・ライン経由でアップステート・ニューヨークへ移動できるようになった。アムトラックの列車は1991年4月7日からこのトンネルを使用するようになった。開業以前は、エンパイア・サービスがグランド・セントラル駅から発着していた。

### 空中権

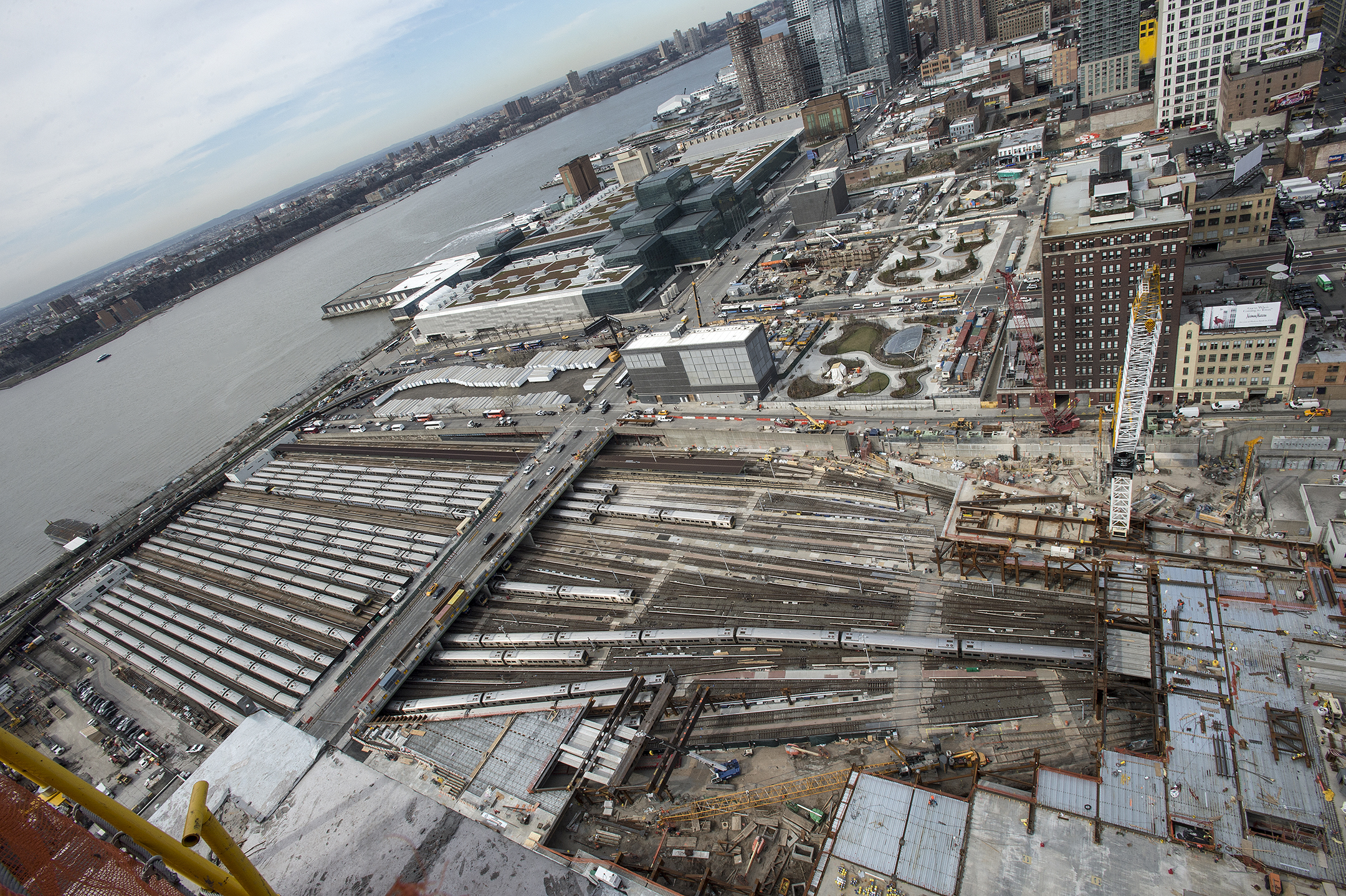
車両基地東側に人工地盤が構築されている様子。2015年撮影。

1950年代にはウィリアム・ゼッケンドルフによるミッドタウンの大規模な拡張計画、1960年代にはU.S.スチールが検討した住宅開発計画など、車両基地の直上を開発する提案が度々行われてきた。1980年代半ばには、車両基地直上へのマディソン・スクエア・ガーデンの移転が検討された。1990年代にはニューヨーク・ヤンキースのスタジアムの候補地として検討され、2012年夏季オリンピックの招致では、メディアセンター、オリンピック・プラザ、オリンピック・スタジアムの建設場所として車両基地の直上が提案され、その後ニューヨーク・ジェッツが使用することになった。
ウェストサイド車両基地の東側部分（11番街東側）は、ハドソン・ヤード再開発プロジェクトの一環として、2005年1月に住宅・商業用に区画整理された。ウェストサイド・スタジアムの建設案が却下された後、2009年12月に車両基地の西側部分も住宅・商業開発用に区画整理された。ハドソン・ヤードは2012年12月に着工した。 巨大なタワーなどを支えるため、車両基地の直上に人工地盤が構築された。

## トンネル・ボックス

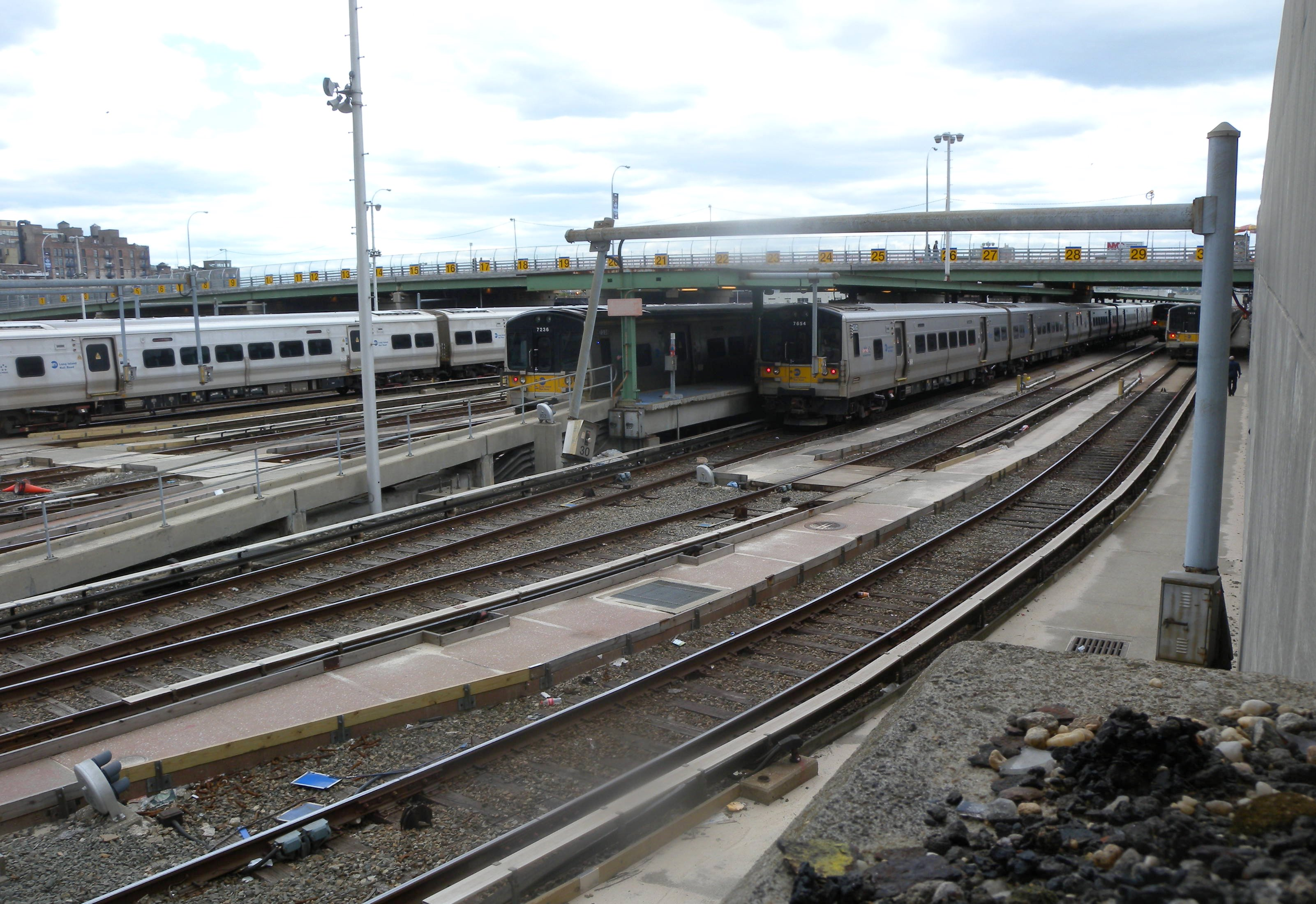
33丁目から見たウェストサイド車両基地

ゲートウェイ・プロジェクトは、ニュージャージー州ニューアークとニューヨーク市を結ぶ北東回廊のボトルネックを緩和するために、高速鉄道を建設する計画である。 ゲートウェイ・プロジェクトと2012年末に着工したハドソン・ヤードとの衝突を避けるため、アムトラック当局は2013年2月、ハドソン・ヤードの下にトンネルを建設することで通行権を確保し、1億2000万ドルから1億5000万ドルの連邦資金で賄うと発表した。2013年6月、米運輸省はハリケーン・サンディの復興資金の一部として1億8300万ドルを「トンネル・ボックス」に充てたと発表した。
地下のコンクリートトンネルは、長さ800フィート（240メートル）、幅50フィート（15メートル）、高さ約35フィート（11メートル）である。アムトラックは、ボックストンネルのセクションを構築するためにチューター・ペリーニに1億3300万ドルで契約を発注した。2014年12月に建設が開始され、2017年7月の時点で完成に近づいていたが、資金調達の争いでトンネルボックスの完成が遅れ、2017年11月までに実質的に完成した。次のフェーズでは、ハドソン・ヤードの開発が西に進むにつれて、11番街と12番街の間にトンネルを延長する予定である。
アムトラック、ニュージャージー・トランジット、MTAは、2009年から2011年にかけて改修された高架橋の下、マンハッタン11番街にある長さ105フィート（32m）の路側帯を保全するため、連邦運輸局に6,500万ドルのマッチング・グラントを申請している。